# 丹尼斯·阿布利亚津
丹尼斯·米哈伊洛维奇·阿布利亚津（俄語：Денис Михайлович Аблязин，1992年8月3日—）生于奔萨州奔萨，是一名俄罗斯男子竞技体操运动员。

## 生平
阿布利亚津曾接触过冰球、小轮车等项目，然而他在这些项目并没有太出色的表现，后来他在体操项目上取得不错的成绩之后便决定在该项目上坚持下来。阿布利亚津的妻子是前体操选手Ksenia Semyonova，两人于2016年9月结婚。2017年1月，两人的儿子出生。
2020年夏季奥林匹克运动会於日本東京舉行，阿布利亚津與达维德·别利亚夫斯基、阿尔图尔·达拉洛扬、尼基塔·納戈爾內共同獲得男子團體全能金牌。